# Aeropuerto de Saint-Pierre Pointe-Blanche
El Aeropuerto de Saint-Pierre Pointe-Blanche (en francés: Aéroport de Saint-Pierre Pointe-Blanche o bien Aeropuerto de San Pedro Pointe-Blanche)  (IATA: FSP, ICAO: LFVP) es un aeropuerto regional situado a 1 milla náutica (1,9 km; 1,2 millas) al sur de Saint-Pierre, en la colectividad de Ultramar (collectivité d'outre-mer) de Saint-Pierre y Miquelon (San Pedro y Miquelón), frente a la costa oriental de Canadá, concretamente cerca de Isla de Terranova. 
El aeropuerto se terminó en agosto de 1999 y consta de cuatro edificios y una torre de control. El antiguo aeropuerto, inaugurado en 1965 y situado en el lado sur del puerto, fue reubicado debido a la falta de espacio para la expansión (La pista actual es de 1.800 m o 5.906 pies, que contrasta con la antigua 10/29 que tenía 1.250 m o 4.101 pies).

## Servicio aéreo
Air Saint-Pierre es la única compañía aérea que sirve al aeropuerto. Ofrece vuelos a las siguientes ciudades en 2019.
| Ciudades por países   | Nombre del aeropuerto                             | Aerolíneas                    |        |        |        |
| Europa                | Europa                                            | Europa                        | Europa | Europa | Europa |
| --------------------- | ------------------------------------------------- | ----------------------------- | ------ | ------ | ------ |
| Francia               |                                                   |                               |        |        |        |
| París                 | Aeropuerto Charles de Gaulle                      | Air Saint-Pierre (estacional) |        |        |        |
| Norteamérica          |                                                   |                               |        |        |        |
| Canadá                |                                                   |                               |        |        |        |
| Halifax               | Aeropuerto Internacional de Halifax               | Air Saint-Pierre              |        |        |        |
| Islas de la Magdalena | Aeropuerto de Îles-de-la-Madeleine                | Air Saint-Pierre (estacional) |        |        |        |
| Montreal              | Aeropuerto Internacional Pierre Elliott Trudeau   | Air Saint-Pierre              |        |        |        |
| San Juan de Terranova | Aeropuerto Internacional de San Juan de Terranova | Air Saint-Pierre              |        |        |        |
| San Pedro y Miquelón  |                                                   |                               |        |        |        |
| Miquelón              | Aeródromo de Miquelón                             | Air Saint-Pierre              |        |        |        |